# Stratégie des chaînes d'îles

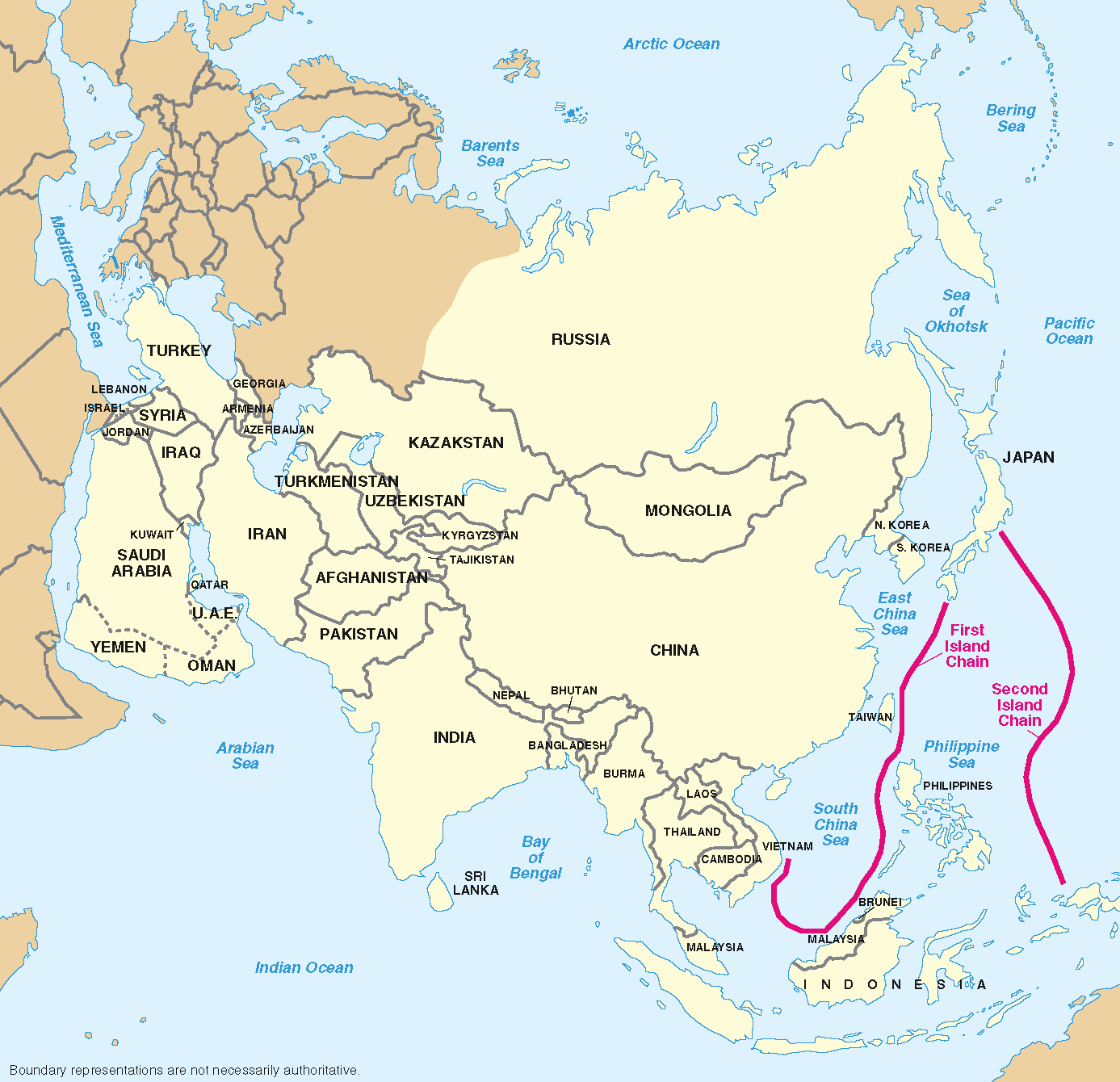
Première et deuxième chaînes d'îles en Asie-Pacifique.

La stratégie des chaînes d'îles désigne en stratégie militaire l'endiguement maritime de l'Union soviétique puis de la république populaire de Chine par les États-Unis. Elle est proposée pour la première fois par l'homme d'État américain John Foster Dulles en 1951, pendant la guerre de Corée.

## Première chaîne d'îles

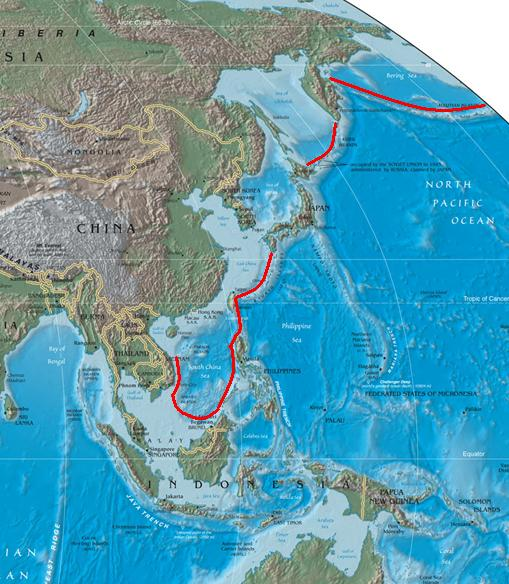
La première chaîne d'îles dessinée en rouge.

La première chaîne d'îles est définie comme la chaîne d'îles comprenant du nord au sud les îles Kouriles, la péninsule coréenne, l'archipel japonais dont les îles Ryukyu et Taïwan, la partie nord-ouest des Philippines (en particulier Luzon, Mindoro et Palawan) et Bornéo.
Pendant la guerre du Vietnam, elle comprend les îles Spratley et la côte sud-vietnamienne. Elle est en 2012 la limite d'action de la marine chinoise.
Le canal de Bashi et le passage entre les îles Miyako et les îles Okinawa sont des points de passage importants de la première chaîne d'îles.

## Deuxième chaîne d'îles
La deuxième chaîne d'îles fait référence à la chaîne d'îles formée par les îles Bonin et Volcano du Japon, en plus des îles Mariannes (notamment Guam, un territoire d'outre-mer américain non incorporé avec une base militaire fortement fortifiée), l'ouest des îles Caroline (Yap et Palaos), et s'étend jusqu'à l'ouest de la Nouvelle-Guinée. La chaîne sert de limite maritime orientale de la mer des Philippines.

## Troisième chaîne d'îles
La troisième chaîne d'îles est la dernière partie de la stratégie. Cette chaîne d'îles comprend les îles Aléoutiennes, les îles hawaïennes, les Samoa américaines, les Fidji et la Nouvelle-Zélande. L'Australie est à cheval entre les deuxième et troisième chaînes.

## Stratégies de défense

### Point de vue de la Chine
La république populaire de Chine voit les chaînes d'îles comme une menace et développe sa marine pour être capable de repousser les flottes alliées, d'abord en-dehors de la première chaîne d'îles, puis en-dehors de la deuxième. Le projet de nouvelles routes de la soie vise également à desserrer l'étreinte américaine.
Dans les années 1980, l'amiral Liu Huaqing donne pour objectif à la Marine chinoise de dépasser la première chaîne d'îles.

### Point de vue du Japon
Dans son livre blanc de 2022, le ministère de la Défense du Japon met l'accent sur la défense de l'archipel Ryūkyū afin d'empêcher l'accès du Pacifique à la Marine chinoise.